# 松本医科大学 (旧制)
| 松本医科大学 （松本医大） | 松本医科大学 （松本医大） |
| ------------------------- | ------------------------- |
| 創立                      | 1948年                    |
| 所在地                    | 長野県松本市              |
| 初代学長                  | 竹内松次郎                |
| 廃止                      | 1960年                    |
| 後身校                    | 信州大学                  |
| 同窓会                    | 松医会                    |

松本医科大学 （まつもといかだいがく） は、1948年 （昭和23年） に設立された官立の旧制医科大学。
本項では、前身の旧制官立松本医学専門学校 （松本医専） を含めて記述する。

## 概要
- 第二次世界大戦中に設置された旧制松本医学専門学校が前身。
- 戦後、戦時期に設立された他の官立旧制医学専門学校5校と同時期に旧制大学に昇格し、松本医科大学となった。
- 新制大学への移行に際して信州大学に包括され、医学部医学科となった。
- 同窓会は 「松医会」 （しょういかい） と称し、旧制・新制合同の会である。

## 沿革

### 前史
- 1927年： 松本市立病院開院 （松本市鷹匠町）。
- 1929年： 松本市立病院附属看護講習所を開設。
- 1942年7月： 松本市、長野県知事・同内政部長に医学専門学校 （医専） 設置を陳情。
  - 同時に高等工業学校誘致も進めていたが、長野市に敗退した。
- 1943年10月： 明治大学関係者、医学部設置検討のため、松本市立病院を視察。
  - 結局、国による医専設置 （以下記述） の方が具体化した。
- 1943年12月10日： 松本市への医専設立、閣議承認。

### 松本医学専門学校時代
松本医専校舎は当初、松本商業学校 （松商。明道工業学校に転換） 校舎を予定していたが、関係者の反対に遭い、急遽 県立松本中学校校舎に変更。しかし、さらに強硬な反対に遭い、校舎が決まらないまま医専開校となった。
- 1944年3月29日[注釈 1]： 勅令第165号[注釈 2]により官立松本医学専門学校設置公布。
  - 修業年限4年。
- 1944年4月1日： 松本医学専門学校開校。
- 1944年4月30日： 合格者を招集。翌5月1日から 1週間、県営運動場養真堂で錬成会。
- 1944年5月： 8日、開校式 （松本高等学校講堂）。10日、第1回入学式 （同講堂）。
  - 15日、授業開始。校舎がないため、1ヶ月限定で松本高等学校の教室を借用。
  - 寄宿舎は、市内下横田町の旧料理屋・置屋を臨時寄宿舎として使用。
- 1944年6月： 松本高等学校教室の使用期限が切れ、16日から1週間勤労奉仕。
- 1944年7月： 市内の正行寺・林昌寺本堂を借用して講義継続。
- 1944年9月1日： 「信濃毎日新聞」、県立松本中学の医専同居反対について 「不忠の臣」 と報道。
  - 以後、松本中の反対運動は鎮静化せざるを得なくなった。
- 1944年10月1日： 県立松本中学校校舎に移転。
- 1945年3月： 「芙岳寮」 （旧蚕業試験場支場） 開設、臨時寄宿舎から移転。
- 1945年6月： 松本市立病院を国に移管、松本医学専門学校附属医院と改称。
  - 病院附属看護講習所も医専附属医院に移管。
- 1946年4月： 旧陸軍松本五十部隊跡 （松本市旭町） に移転開始。7月、移転完了。
- 1947年2月27日： 医専存続、大学昇格決定。

### 松本医科大学時代
- 1948年2月10日： 大学令に基づく大学（旧制大学）として官立松本医科大学設置[注釈 3] 。
  - 学部 （修業年限4年） を設置。
- 1949年3月： 医専第1回卒業。同窓会発足。
- 1949年5月31日： 新制信州大学医学部発足 （実際の開設は1951年4月）。
  - 旧制医専・旧制医大は、信州大学松本医学専門学校・信州大学松本医科大学として包括された。
  - 医専附属医院を信州大学医学部附属病院と改称。
- 1950年3月： 医専附属医院看護講習所を信州大学医学部附属甲種看護婦養成所と改称。
  - 後の信州大学医療技術短期大学部 （現・医学部保健学科）。
- 1951年1月31日： 信州大学医学部医学科増設認可。
- 1951年3月31日： 旧制松本医学専門学校、廃止 （法律84号、国立学校設置法一部改正）。
- 1951年4月1日： 信州大学医学部医学科を設置。
  - 修業年限4年。
- 1953年3月： 附属病院本館焼失。
  - 以後、附属病院は段階的に旭町校地に移転。
- 1954年3月： 旧制松本医大最後の卒業式。
- 1955年3月： 新制医学部第1回卒業。
- 1955年4月： 信州大学文理学部に医学進学課程設置。
- 1956年1月20日： 旧制学位審査権を取得。
- 1958年3月31日： 新制大学院医学研究科設置。
- 1960年3月31日： 旧制松本医科大学、廃止 （法律16号、国立学校設置法一部改正）。
  - 4月30日： 松本医大閉学式を挙行。

## 歴代校長・学長
松本医学専門学校
- 初代： 竹内松次郎 （1944年3月28日 - 1949年9月15日）
- 校長事務取扱： 結城朝恭 （1949年9月16日 - 1950年1月30日）
- 校長事務取扱： 佐藤武雄 （1950年1月31日 - 1950年10月14日）
- 第2代： 佐藤武雄 （1950年10月15日 - 1951年3月）

松本医科大学
- 初代： 竹内松次郎 （1948年2月10日 - 1949年9月15日）
- 校長事務取扱： 結城朝恭 （1949年9月16日 - 1950年1月30日）
- 校長事務取扱： 佐藤武雄 （1950年1月31日 - 1950年10月14日）
- 第2代： 佐藤武雄 （1950年10月15日 - 1954年9月14日）
- 第3代： 星子直行 （1954年9月15日 - 1958年9月14日）
- 第4代： 和合卯太郎 （1958年9月15日 - 1960年3月31日）

## 校地
校舎
松本医専創立時は校舎が決まらず、松本市内の旧制松本高等学校、正行寺、林昌寺を転々と借用した。1944年10月にようやく県立松本中学校 （現・長野県松本深志高等学校） 校舎が借用可能となった。1946年7月、市内旭町の旧陸軍歩兵第50連隊跡に移転し、旧兵舎を改装して校舎として使用した。同校地は後身の松本医大、信州大学医学部に引き継がれた。旭町の校地は後に拡張されて、信州大学本部・人文学部・経済学部・理学部・医学部の使用する旭キャンパスとなった。
附属病院
松本医専創立翌年の1945年6月、1927年開設の松本市立病院が医専附属医院となった。同医院は後身の信州大学医学部附属病院となったが、1953年3月に火災で本館が焼失し、以後段階を追って、旭町の医学部校地内に移転した。

## 関連書籍
- 『信州大学医学部25年史』　信州大学医学部25周年記念会、1969年。